# ピーター・レイシ
ピーター・レイシ（英語: Peter Lacy、1678年10月9日 - 1751年5月11日（グレゴリオ暦））、またはペーター・フォン・ラシー伯爵（独: Peter Graf von Lacy）、ピョートル・ペトロヴィチ・ラッシ（ロシア語: Пётр Петро́вич Ла́сси, tr. Pyotr Petróvich Lássi）、出生名ピアース・エドモンド・デ・レイシ（英: Pierce Edmond de Lacy）は、アイルランド王国出身の軍人。ピョートル・ルミャンツェフとアレクサンドル・スヴォーロフ以前のロシア帝国陸軍における傑出した指揮官の1人。後にリヴォニア総督を務め、リガで没した。

## 生涯

### 出生と家系
ピーター・レイシ・オブ・キレディ（Peter Lacy of Killedy）とマリア・コートニー（Maria Courteney）の次男として、1678年10月9日（グレゴリオ暦）にキレディで生まれた。出生名はピアース・エドモンド・デ・レイシだった。
レイシの子孫が保存したレイシの自伝では父方の祖父をジョン・レイシ・オブ・ボーリンガリー（John Lacy of Ballingarry）で、ピアース・オジュ・デ・レイシ・オブ・ブルーフ（Pierce Oge de Lacy of Bruff、1607年に処刑された）も親族であると主張している。レイシの祖父ジョン・レイシ・オブ・ボーリンガリーはピアース・オジュ・デ・レイシ・オブ・ブルーフの弟でサー・ヘンポン・ピアース・デ・レイシ（Sir Hempon Pierce de Lacy）の息子だったとされ、ヘンポン・ピアース・デ・レイシは自身がウィリアム・ゴーム・デ・レイシ（William Gorm de Lacy）の直系の子孫であると主張している。ウィリアム・ゴーム・デ・レイシはミーズ卿ヒュー・デ・レイシでノルマン貴族ウォルター・デ・レイシの玄孫だった。
また、ジョン・レイシ・オブ・ブルーフ中佐が叔父とされ、ピーター・レイシが13歳のときに参加したリムリック包囲戦の守備軍の1人だった。そして、リムリック条約でジャコバイト軍が降伏すると、叔父ジョンはピーター・レイシを買い戻して救出、ピーター・レイシとその家族（父と兄弟）とともにフランス王国に逃亡してアイルランド人旅団に加入した。その後、ジョン・レイシ・オブ・ブルーフは1693年10月のマルサリーアの戦いで戦死した。ただし、英国人名事典では叔父の名前をジェームズ・レイシとしている。

### フランスでの軍歴
リムリックで降伏した後、初代ルーカン伯爵パトリック・サースフィールドの軍勢とともにアイルランドを離れ、1692年1月にブレストに上陸した後、ナントでフランスのアイルランド人旅団に軍旗手として入隊した。このとき、父と2人の兄弟も同時にアイルランドを離れてフランス軍に入隊したという。その後、ピーター・レイシは旅団の一員としてピエモンテに行軍、ニコラ・カティナ侯爵の軍勢と合流して1693年から1696年までのイタリア戦役に参加、1693年10月4日のマルサリーアの戦いにも参戦した。1697年には旅団とともにライン川流域に向かったが、レイスウェイク条約により大同盟戦争が終結したためアイルランド人旅団も一時解散された。大同盟戦争ではハンガリーで戦ったが、神聖ローマ帝国軍の軍職に失望したためシャルル・ウジェーヌ・ド・クロイ公の下でポーランド軍の中尉になり、そこでロシアのツァーリピョートル1世によってロシア軍に雇われる外国人士官100人の1人に選出され、ロバート・ブルース大佐の歩兵連隊に入った。

### ロシアでの軍歴
ヤムブルクが陥落した後、ロシア貴族100人で構成されたマスケット銃隊の指揮官に任命された。1705年にポーランドでピョートル1世に面会したとき、シェレメーテフ連隊の少佐に任命され、1706年にポロツク連隊（По́лоцк）の中佐に任命された。1707年、ビハウ包囲戦で頭角を現し、1708年にはシベリア連隊の大佐に昇進した。以降も1708年12月のロムヌィ占領などドニエプル川流域でスウェーデン王カール12世とイヴァン・マゼーパに対し善戦した。1709年のポルタヴァの戦いではロシア軍右翼で1個旅団を率いた。その後は順調に昇進をつづけ、1712年8月に准将に、1712年9月に少将に、1720年7月に中将に昇進した。戦争の末期にあたる1720年から1721年ではスウェーデン海岸への襲撃を行い、ストックホルムから12マイルのところまで前衛を進めたこともあった。
1725年に聖アレクサンドル・ネフスキー勲章を授与され、サンクトペテルブルク、イングリア、ノヴゴロドの軍指揮官に任命された。翌年にはエストニアとクールラントの指揮官にも任命された。1727年にモーリス・ド・サックス（後のフランス大元帥）がロシアの意に反してクールラント公に即位したとき、レイシは彼を追い出すよう派遣された後リヴォニア総督とエストニア総督に任命された。1733年にポーランド継承戦争が勃発すると、ブルクハルト・クリストフ・フォン・ミュンニヒ元帥とともにザクセン選帝侯フリードリヒ・アウグスト2世をポーランド王に据え、スタニスワフ・レシチニスキを廃位した。1734年のダンツィヒ攻囲戦の後、レイシはフリードリヒ・アウグスト2世から白鷲勲章を授与された。以降もポーランドに残り、1735年4月にブサヴィツァ（Busawitza）でスタニスワフ派の軍勢2万を撃破して降伏させた。その後は軍勢1万を率いてマンハイム近くのオイゲン・フォン・ザヴォイエン率いる皇帝軍に加勢したが（ライン川戦役）、オーストリアとフランスの間で講和したため、レイシは1736年にウィーンに戻り、サンクトペテルブルクへ戻る道中でロシア元帥昇進の報せをもらった。
続いてオーストリア・ロシア・トルコ戦争が勃発したため、レイシは1736年5月から6月にかけてアゾフを包囲して降伏させた。クリミア遠征に失敗して戻ってきたミュンニヒと合流した後、ウクライナで冬営に入った。1737年、軍勢4万でクリミアに遠征してクリミア軍戦線を突破した後、9月にウクライナに戻った。翌年にもクリミアに遠征したが、援護するはずだったロシア艦隊が嵐で破壊されたため、前年に奪取したクリミア軍戦線を再び襲った後冬営に入った。1739年は対スウェーデン戦争の危機があったためレイシの軍勢が予備軍としてウクライナに留まった。
1741年にロシア・スウェーデン戦争が正式に勃発すると、レイシはフィンランドでロシア軍を率いて、ジェームズ・キースを副官とした。ヴィルマンストランドの戦いには勝利したが、それ以上の進軍が困難だったため、レイシはサンクトペテルブルクに戻り、自身の宮殿でスウェーデン軍指揮官カール・ヘンリク・ウランゲル（ヴィルマンストランドの戦いで負傷して捕虜になった）を招待した。
レイシはエリザヴェータを女帝に即位させた宮廷クーデターには加担しなかったとされたが、官職や軍階などを維持した。1742年の復活祭に反乱したロシア衛兵隊を鎮圧した後、5月にヴィボルグで3万5千から3万6千の軍勢を閲兵、6月に軍を率いてフィンランドに進軍した。7月10日にFredericshamの要塞を占領すると、戦役を終えるよう命じられたが、レイシは軍議を開いた後ヘルシングフォシュまで進軍、スウェーデン軍1万7千人を降伏させた。1743年5月14日にヘルシングフォシュを発った後はニコライ・フョードロヴィチ・ゴロヴィン提督率いる艦隊に命じてハンゲ沖のスウェーデン艦隊を攻撃したが、スウェーデン艦隊は霧に紛れて逃走した。7月23日、別働隊を率いたキースがレイシと合流すると、ストックホルム近郊への襲撃が計画されたが、オーボ条約により戦争が終結した。9月、レイシがサンクトペテルブルクに戻ると、エリザヴェータ女帝は祝宴を開いた。
以降はリヴォニアの領地にもどり、1751年5月11日に死去するまでそこで住んだ。

## 家族
Martha Feuchen de Loeserと結婚して、2男5女をもうけた。そのうち、次男フランツ・モーリッツ・フォン・ラシー（1725年 サンクトペテルブルク - 1801年 ウィーン）はオーストリア軍に入り、元帥に上り詰めた。